# Арсе (Шер)
Арсе (фр. Arçay) насеље је и општина у централној Француској у региону Центар (регион), у департману Шер која припада префектури Бурж.
По подацима из 2011. године у општини је живело 539 становника, а густина насељености је износила 29,42 становника/km². Општина се простире на површини од 18,32 km². Налази се на средњој надморској висини од 167 метара (максималној 174 m, а минималној 145 m).

## Демографија
| 1962. | 1968. | 1975. | 1982. | 1990. | 1999. | 2011. |
| ----- | ----- | ----- | ----- | ----- | ----- | ----- |
| 249   | 258   | 222   | 337   | 378   | 377   | 539   |

График промене броја становника у току последњих година